# Busanbrücke
Die Busanbrücke ist eine für den Fuß- und Radverkehr genutzte Stabbogenbrücke in der Hamburger HafenCity. Sie führt in Südwest-Nordost-Richtung vom Störtebeker Ufer vor der Osakaallee südlich des Störtebecker-Denkmals über den Magdeburger Hafen zur Ecke Elbtorpromenade/Koreastraße vor dem Kaispeicher B.
Weiter südlich verläuft die Magdeburger Brücke über den Magdeburger Hafen.

## Geschichte
Die erste Brücke über den Magdeburger Hafen wurde 1871 errichtet und hieß Meyerstraßenbrücke. Sie wurde 1931 durch eine 31 Meter lange Stabbogenbrücke ohne Windverband aus Stahl ersetzt, die Magdeburger Brücke genannt wurde.
Im Zuge der Errichtung der HafenCity wurde die Brücke nach einem Entwurf der spanischen Architektin Elisabeth Galí i Camprubí mit einer neuen Steinpflasterung und Sitzbänken ausgestattet, für den motorisierten Verkehr gesperrt und nach der südkoreanischen Hafenstadt Busan umbenannt.